# Mesosemia mehida
Mesosemia mehida is een vlindersoort uit de familie van de prachtvlinders (Riodinidae), onderfamilie Riodininae.
Mesosemia mehida werd in 1869 beschreven door Hewitson.